# Elizabeth Butler-Sloss, Baroness Butler-Sloss

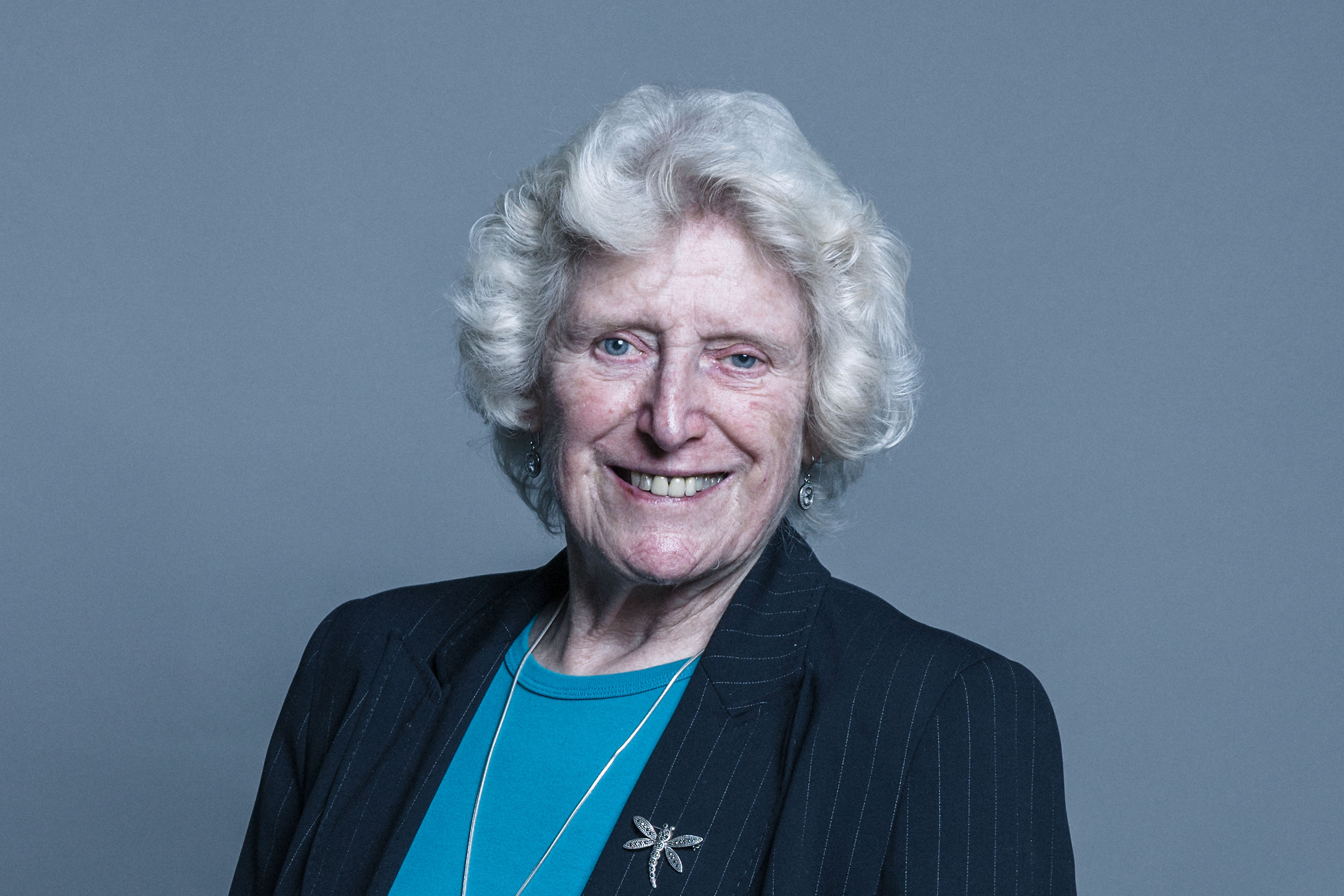
Elizabeth Butler-Sloss, Baroness Butler-Sloss, 2018

Ann Elizabeth Oldfield Butler-Sloss, Baroness Butler-Sloss, GBE  (geborene Havers, * 10. August 1933 in Kew Gardens, Richmond, Surrey) ist eine pensionierte britische Richterin. Sie war der erste weibliche Richter am Court of Appeal.

## Tätigkeit als Richterin
Nach dem Besuch der Wycombe Abbey School begann die Tochter des Richters am High Court of Justice Cecil Havers ein Studium der Rechtswissenschaft und erhielt 1955 die Zulassung als Rechtsanwältin und übte diesen Beruf bis 1970 aus.
1970 wurde sie zunächst Registerführerin für Scheidungen (Divorce Registrar) am High Court of Justice, ehe sie 1979 selbst zur Richterin an der Familienabteilung (Family Division) des High Court of Justice berufen wurde. Sie war damit nach Elizabeth Lane, Rose Heilbron und Margaret Booth erst die vierte Frau, die als Richterin an den High Court berufen wurde. Zuletzt war sie zwischen 1987 und 1988 Vorsitzende Richterin im Verfahren zum sogenannten Cleveland Child Abuse Scandal, bei dem es um den mutmaßlichen Kindesmissbrauch von über 100 Kindern in Cleveland ging.
Im Anschluss wurde sie 1988 als erste Frau zur Richterin an das Appellationsgericht für England und Wales, den sogenannten Court of Appeal, ernannt und war damit der erste weibliche Lord Justice of Appeal. Nach mehr als elfjähriger Tätigkeit kehrte sie 1999 an den High Court of Justice zurück und war dort bis zu ihrer Pensionierung im Januar 2005 Präsidentin der Familienabteilung; auch in dieser Position war sie die erste Frau und bis zur Ernennung von Brenda Hale zur Lordrichterin im Jahre 2004 der ranghöchste weibliche Richter des Vereinigten Königreichs. 2014 schied sie aus dem Gerichtsdienst aus.
Butler-Sloss war 1993 bis 2011 zudem Kanzlerin der University of the West of England (UWE).

## Politische Aktivitäten
Neben ihrer Karriere als Rechtsanwältin bewarb sich Butler-Sloss 1959 als Kandidatin der Conservative Party für ein Abgeordnetenmandat im Unterhaus (House of Commons) im Wahlkreis Lambeth, unterlag dabei jedoch dem Kandidaten der Labour Party.

## Adelsstand
Zum Zeitpunkt ihrer Ernennung zur Richterin am High Court im Jahr 1979 wurde sie auch als Dame Commander des Order of the British Empire (DBE) geadelt. Im Juni 2006 wurde Elizabeth Butler-Sloss als Baroness Butler-Sloss, of Marsh Green in the County of Devon, zur Life Peeress erhoben und ist damit eine Angehörige des höheren britischen Adels. Aufgrund dieses Titels ist sie Mitglied des Oberhauses (House of Lords). Anlässlich ihres Austritts aus dem Gerichtsdienst wurde sie am 31. Dezember 2014 zur Dame Grand Cross des Order of the British Empire (GBE) erhoben.
Im September 2006 wurde sie außerdem Stellvertreterin des Coroner of the Queen's Household und leitete in dieser Funktion bis Juni 2007 die Untersuchungen zum Tode von Prinzessin Diana sowie Dodi Al-Fayed.

## Persönliches
Butler-Sloss hat drei Kinder. Ihr Sohn Robert Joseph Neville Galmoye Butler-Sloss (* 15. Juli 1962) ist mit Sarah Jane Sainsbury verheiratet, der Tochter von Lord Sainsbury of Preston Candover, dem ehem. Geschäftsführer von Sainsbury’s.
Sie ist die Schwester des 1992 verstorbenen ehemaligen Lordkanzlers Michael Havers, Baron Havers.